# Francis of Assisi
Francis of Assisi là một bộ phim màu trên màn ảnh rộng của hãng 20th Century Fox phát hành năm 1961 do Michael Curtiz đạo diễn, dựa trên quyển tiểu thuyết The Joyful Beggar của nhà văn Đức Louis de Wohl. Phim này được quay ở Ý và không thành công về mặt tài chính.
Hai năm sau khi phim Francis of Assisi được phát hành thì Dolores Hart - nữ diễn viên 24 tuổi đóng vai nữ tu sĩ Clare trong phim – đã trở thành nữ tu sĩ công giáo thực sự tại tu viện Regina Laudis của dòng thánh Benedict (dòng Biển Đức) ở Bethlehem, Connecticut.

## Cốt truyện
Francis Bernardone (Bradford Dillman đóng) là con trai của một thương gia buôn bán vải giàu có ở thành phố Assisi (Ý), đã từ bỏ tất cả của cải thế gian để cống hiến đời mình cho Thiên Chúa. Clare (Dolores Hart đóng) là một phụ nữ quý tộc trẻ tuổi, cũng theo đuổi lý tưởng của Phanxicô nên cô rời khỏi gia đình và trở thành một nữ tu sĩ. Vào thời gian này (năm 1212 sau CN), thánh Phanxicô rất nổi tiếng vì có lời khấn nguyện sống khó nghèo.
Bộ phim mô tả cuộc đời của chàng thanh niên Francis từ khi gia nhập đội quân của Giáo hoàng Innôcentê III tới khi nghe tiếng gọi bí ẩn của Chúa. Francis đào ngũ, bị bắt, rồi được thả và trở về Assisi lập ra dòng khất thực, sau đó sang Đất Thánh mưu tìm hòa bình cho vùng đất này. Bô phim tiếp tục mô tả các phép lạ (chẳng hạn như sự xuất hiện các dấu Thánh (stigmata) trên đôi bàn tay và bàn chân của Francis) và các khía cạnh khác của cuộc đời ông cho tới khi ông qua đời ngày 3 tháng 10 năm 1226.

## Các vai diễn
- Bradford Dillman vai Francis
- Dolores Hart vai nữ tu sĩ Clare
- Stuart Whitman vai bá tước Paolo thành Vandria
- Cecil Kellaway vai Hồng y Hugolino
- Eduard Franz vai Pietro Bernardone
- Athene Seyler vai dì Buona
- Finlay Currie vai giáo hoàng
- Mervyn Johns vai tu sĩ Juniper
- Russell Napier vai tu sĩ Elias
- John Welsh vai Canon Cattanei
- Harold Goldblatt vai Bernard
- Edith Sharpe vai Donna Pica
- Jack Lambert vai Scefi
- Oliver Johnston vai linh mục Livoni
- Malcolm Keen vai giám mục Guido